# Hoploryctoderus chinensis
Hoploryctoderus chinensis är en skalbaggsart som beskrevs av Voirin 1996. Hoploryctoderus chinensis ingår i släktet Hoploryctoderus och familjen Dynastidae. Inga underarter finns listade i Catalogue of Life.